# Visoke Alpe
Visoke Alpe (fra. Hautes-Alpes) je francuski departman na sjeveru regije Provansa-Alpe-Azurna obala, uz granicu s Italijom.

## Zemljopis
Površina departmana je 5549 km2, ima 124 000 stanovnika. Glavni grad departmana je Gap. Nalazi se u Alpama, u gornjem porječju rijeke Durance. Brojne slikovite alpske doline okružene su visokim planinama. Velika hidroelektrana na rijeci Durance (Serre-Ponçon). Turistički je kraj koji ima zimska turistička središta poput Serre-Chevalier, Montgenèvre, NP Écrins, park prirode Queyras. 